# Filialkirche Obergottesfeld

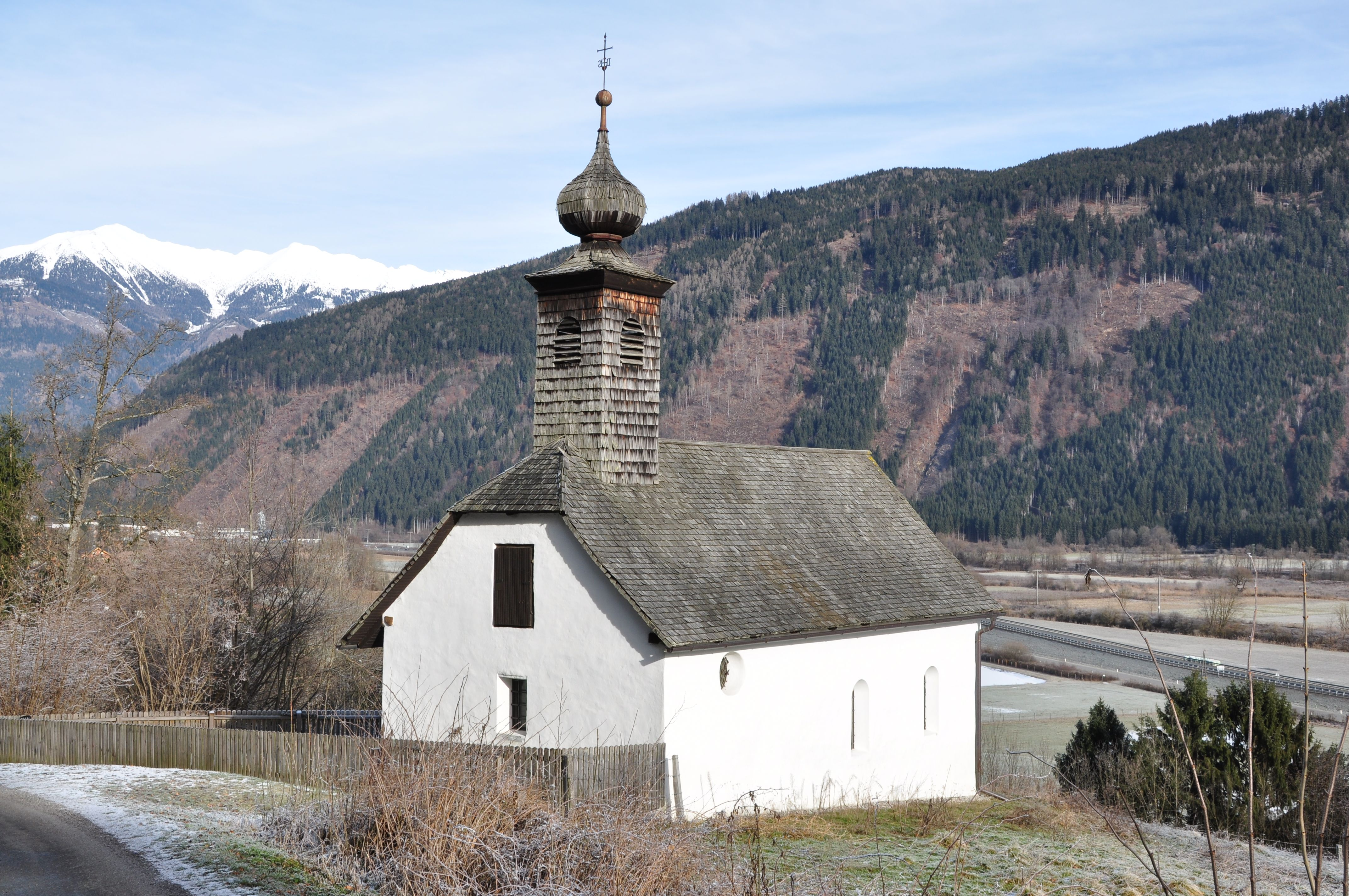
Filialkirche Obergottesfeld

Die Filialkirche Obergottesfeld im Süden der Gemeinde Sachsenburg in Kärnten ist dem heiligen Rupert von Salzburg geweiht. Sie ist der Pfarre Sachsenburg im Dekanat Greifenburg unterstellt.
Die am Waldrand über Obergottesfeld gelegene Kirche wird im Jahr 1166 erstmals urkundlich erwähnt. Der kleine romanische Bau mit einer eingezogenen Halbkreisapsis besitzt an der Westseite auf dem mit Holzschindeln gedeckten Satteldach einen hölzernen Dachreiter mit barockem Zwiebelhelm. An den beiden Langhausseiten sind je zwei Rundbogenfenster, die bei einer Restaurierung im Jahr 1866 vergrößert wurden. Das Fenster in der Apsis hat noch seine ursprüngliche, romanische Form. 
Das Langhaus hat eine Flachdecke. Im Westen befindet sich eine hölzerne Empore. Die im Jahr 1943 aufgedeckten Wandmalereien vom Anfang des 15. Jahrhunderts zeigen in der Apsis Christus in der Mandorla, Evangelistensymbole und Ranken, an der nördlichen Langhauswand eine Schutzmantelmadonna, sowie ganzfigurige Apostel in gemalten Kastenräumen. Der gotische Flügelaltar stammt von 1505. Im Schrein befindet sich heute eine moderne Gipsstatue des heiligen Ruprecht. An den Flügelinnenseiten sind Reliefs, die Außenseiten sind gemalt.